# Club d'Escacs Mollet
El Club d'Escacs Mollet és una entitat esportiva d'escacs de Mollet del Vallès, fundat el 12 d'abril de 1931. És funda originalment amb el nom Penya d'Escacs Mollet fins que el 1973 s'inscriví a la Federació Catalana d'Escacs amb el nom actual. Des del 2008 organitza anualment l'Obert Internacional Ciutat de Mollet, també conegut com a Memorial Internacional Ezequiel Martín. El president actual del club és Ramón Caro.

## Història
El club d'escacs va fundar-se el 12 d'abril de 1931, dos dies abans de la proclamació de la Segona República. Un dels seus promotors, fou en Francesc Cardona, que va esdevindre el primer president de l'entitat. Altres membres d'aquella primera època foren Joaquim Calduch, Bonaventura Puigcercós, la seva filla Montserrat Puigcercós, Josep Almeda, Joan Castell, que arribà a ser president del club en diferents períodes, i Jaume Prades. El primer torneig individual d'escacs, organitzat a Mollet pel club l'any 1932, fou guanyat pel mateix Francesc Cardona, atribuint-se el títol de Campió de Mollet. L'esclat de la Guerra Civil suposà la desaparició de l'entitat, per manca d'activitat entre finals de 1936 i 1943.
Durant els primers anys de la postguerra, s'hi realitzaren algunes activitats d'escacs per part d'afeccionats locals fins que l'any 1946 es torna a fundar el club amb el nom de Club Ajedrez Mollet. El seu primer president fou en Joaquim Calduch, i entre l'abril i el setembre del mateix any, s'organitza el primer campionat social de l'entitat. Durant la dècada dels cinquanta, l'activitat del club va estar lligada amb la secció d'escacs del Club Ciclista de Mollet. Més endavant, el 31 de desembre de 1957, el club s'integra dins del Club Recreatiu de Mollet com a secció d'escacs, on comença a participar en les competicions catalanes d'equips. La secció fou campiona de la Segona Categoria D la temporada 1961/62 i, un cop ascendida, de la Segona Categoria C el 1963/64. Malgrat aquest període de bons èxits, el Club Recreatiu Mollet es desintegra l'any 1973, i la secció d'escacs es constitueix com Club d'Escacs Mollet el setembre del mateix any i s'inscriu immediatament a la Federació Catalana d'Escacs.
El 2014 es proclamà campió de la primera divisió de la Lliga Catalana d'Escacs i ascendí a la Divisió d'Honor per primera vegada en la seva història. A la Final catalana de la primera divisió del 2014 derrotà el Terrassa per 5½ a 4½ i proclamà campió de Catalunya d'aquesta categoria. A la Festa Catalana del setembre de 2014 celebrada a Calaf, es proclamà campió de Catalunya de partides ràpides de la categoria de primera divisió i quart a la general (el campió fou el Club Escacs Barcelona-UGA).
L'octubre de 2015 fou subcampió del Campionat de Catalunya de ràpides jugat a Santa Pau (l'equip campió fou el SCC Sabadell).

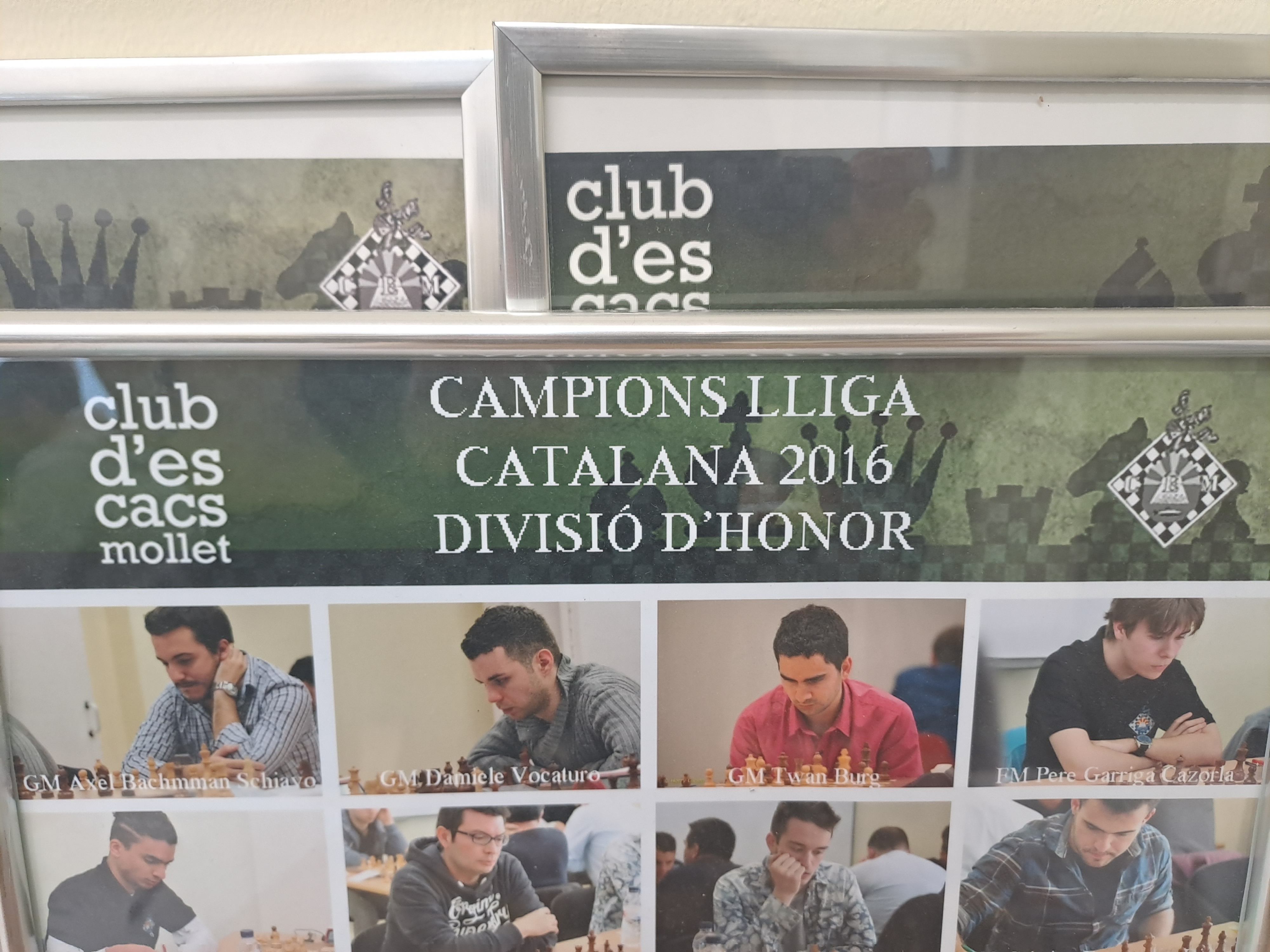
Panell al Club d'Escacs Mollet commemoratiu de la victòria a la Lliga Catalana d'Escacs de 2016. Els quatre primers jugadors són, d'esquerra a dreta, Axel Bachmann, Daniele Vocaturo, Twan Burg, i Pere Garriga

L'abril de 2016 guanyà per primera vegada la Divisió d'Honor, la màxima categoria de la Lliga Catalana, a la seva segona temporada en aquesta categoria. L'equip campió l'integraven entre d'altres els Grans Mestres Axel Bachmann, Daniele Vocaturo i Twan Burg, els Mestres Internacionals Leonardo Valdés, Marco Codenotti i Yago De Moura, i el vigent campió de Catalunya Sub18 i Mestre FIDE en Pere Garriga. Completaren l'equip que derrotà el Figueres per 8½ a 1½ a la darrera ronda: Javi Amores, Ricard Morros, Esteban Montilla i Cristian Fernández.
A l'abril de 2017 finalitzà subcampió de la Divisió d'Honor 2017 després de perdre el darrer matx per 4 a 6 davant el campió Societat Coral Colon de Sabadell, i campió de la Copa catalana en vèncer a la darrera ronda el Barberà amb un equip format per GM Daniele Vocaturo, el GM Adrien Demuth, el MI Pere Garriga i el MF Cristian Fernández.
El setembre de 2024, essent jugador del club, Pere Garriga va obtenir el títol de Gran Mestre, essent el 14è català en assolir històricament aquesta fita.

## Obert Internacional d'Escacs Ciutat de Mollet del Vallès
L'Obert Internacional d'Escacs Ciutat de Mollet del Vallès o Obert Internacional d'Escacs Memorial Ezequiel Martín és un torneig d'escacs que es juga a Mollet del Vallès des de l'any 2008 en honor d'Ezequiel Martín Pérez. El torneig pel Sistema suís a nou rondes a ritme de 15 minuts per partida més 5 segons per jugada, és computable pel Circuit Català d'Oberts Internacionals d'Escacs.
Quadre de totes les edicions amb els tres primers de la classificació general:
| Any  | Data       | Edició     | Campió               | Subcampió                   | Tercer                  |
| ---- | ---------- | ---------- | -------------------- | --------------------------- | ----------------------- |
| 2008 | 8 de juny  | I Obert    | Jorge A. González    | Cristhian Cruz              | Luís Rojas              |
| 2009 | 21 de juny | II Obert   | Kidambi Sundararajan | Marcelo Panelo              | Marc Narciso            |
| 2010 | 20 de juny | III Obert  | Eduardo Iturrizaga   | Jaime Alexander Cuartas     | Serhí Fedortxuk         |
| 2011 | 19 de juny | IV Obert   | Omar Almeida         | Miguel Muñoz                | Jaime Alexander Cuartas |
| 2012 | 27 de maig | V Obert    | Levan Aroshidze      | Marc Narciso                | Víktor Moskalenko       |
| 2013 | 16 de juny | VI Obert   | Aimen Rizouk         | Orelvis Pérez Mitjans       | Arian González          |
| 2014 | 22 de juny | VII Obert  | Miguel Muñoz         | Joshua Daniel Ruiz Castillo | Robert Alomà            |
| 2015 | 14 de juny | VIII Obert | Romain Édouard       | Levan Aroshidze             | Aimen Rizouk            |
| 2016 | 12 de juny | IX Obert   | Rolando Alarcón      | Marc Narciso                | Leonardo Valdés         |